# Chaoyangparken
Chaoyangparken (kinesiska: 朝阳公园) är en park i Peking i Kina. Chaoyangparken ligger innanför östra Fjärde ringvägen.
Chaoyangparken ligger 34 meter över havet. Terrängen runt Chaoyangparken är mycket platt, och sluttar österut. Runt Chaoyangparken är det tätbefolkat, med 790 invånare per kvadratkilometer. Runt Chaoyangparken är det i huvudsak tätbebyggt.
Inlandsklimat råder i trakten. Årsmedeltemperaturen i trakten är 15 °C. Den varmaste månaden är juli, då medeltemperaturen är 29 °C, och den kallaste är december, med −2 °C. Genomsnittlig årsnederbörd är 711 millimeter. Den regnigaste månaden är juli, med i genomsnitt 222 mm nederbörd, och den torraste är januari, med 2 mm nederbörd.
| Pekings tunnelbana |          |                                                                 |
|                    | Linje 14 | Zaoying (枣营) och Chaoyang Gongyuan (Chaoyang Park) (朝阳公园) |

## Galleri

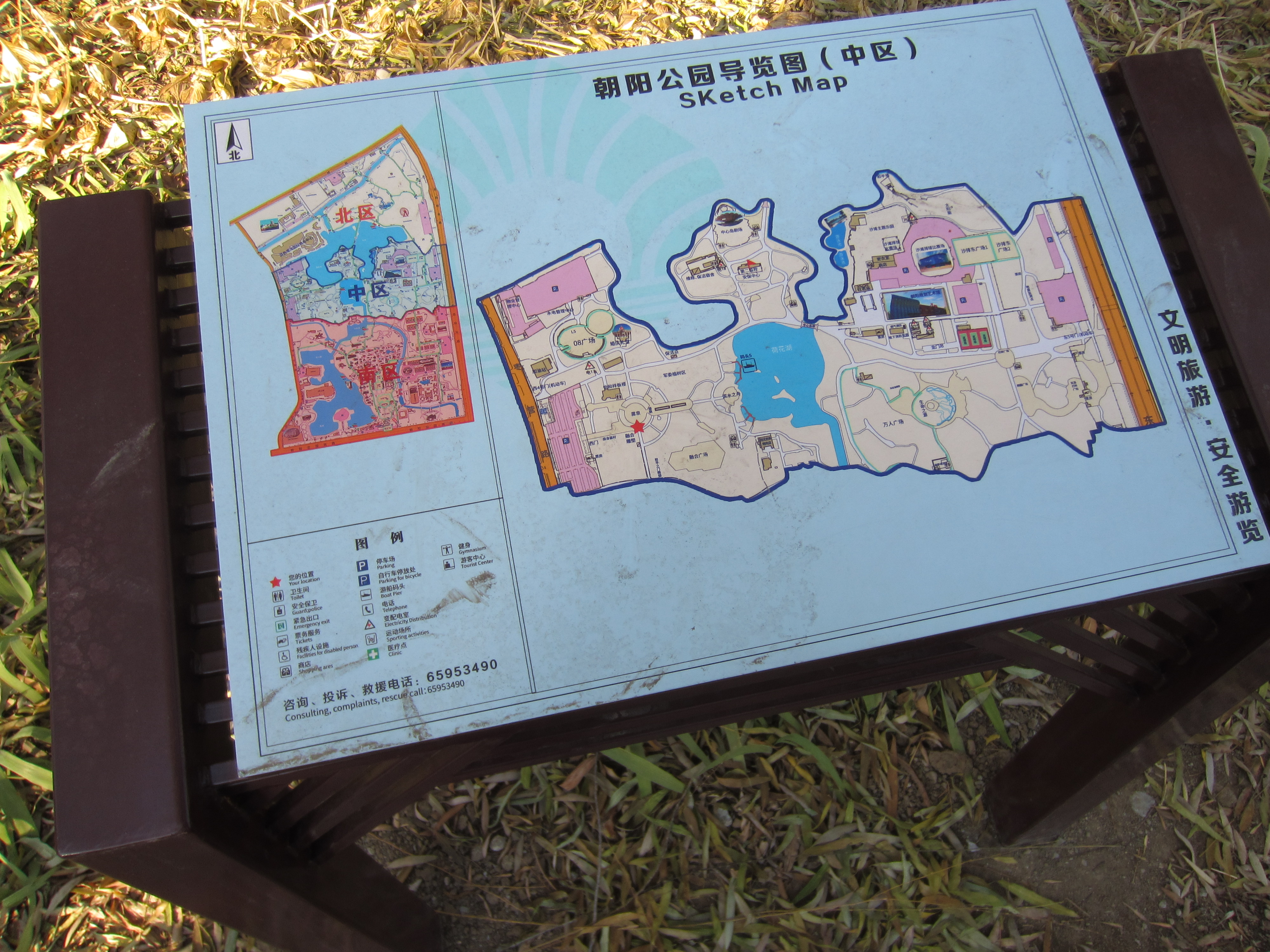
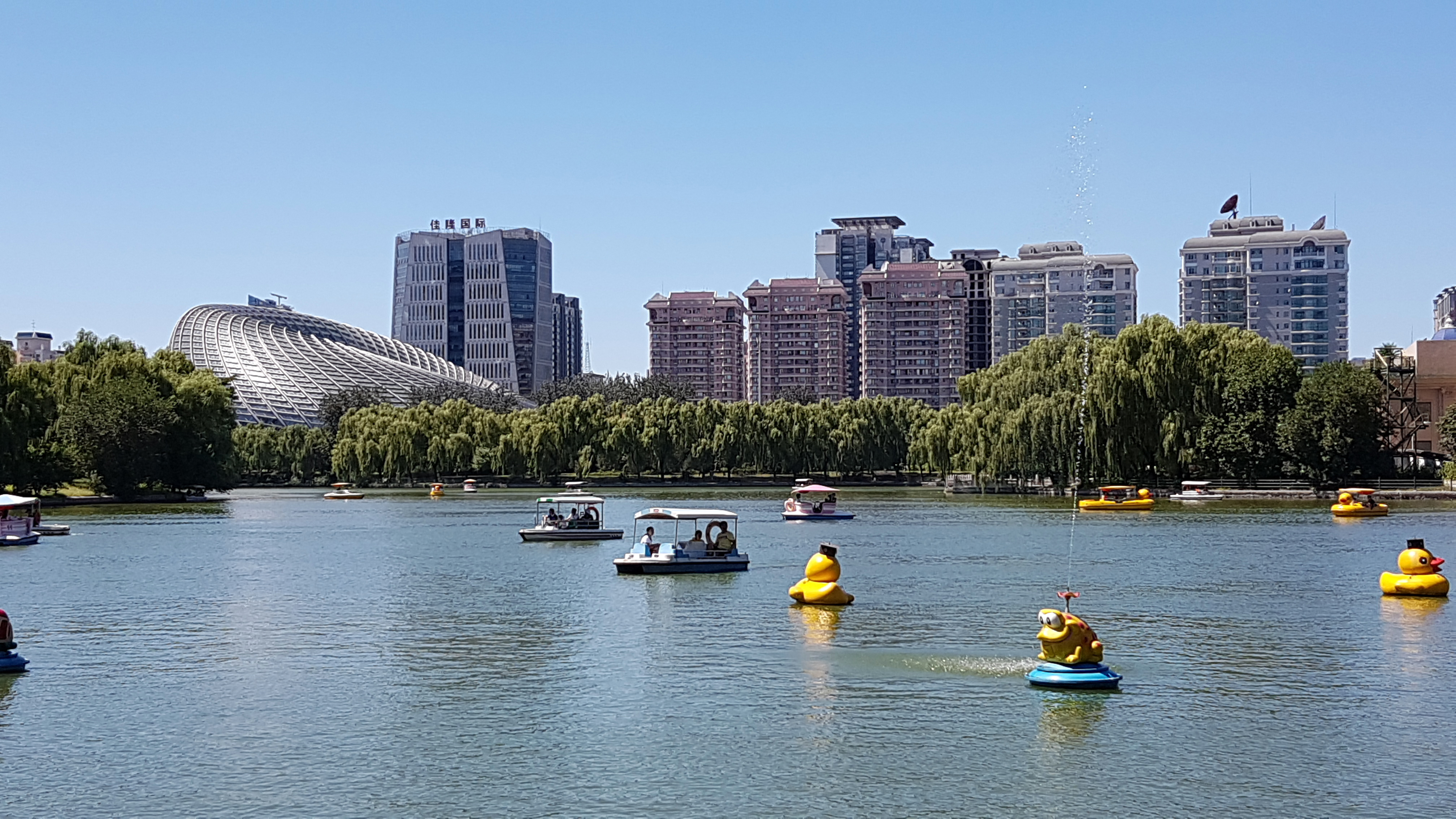
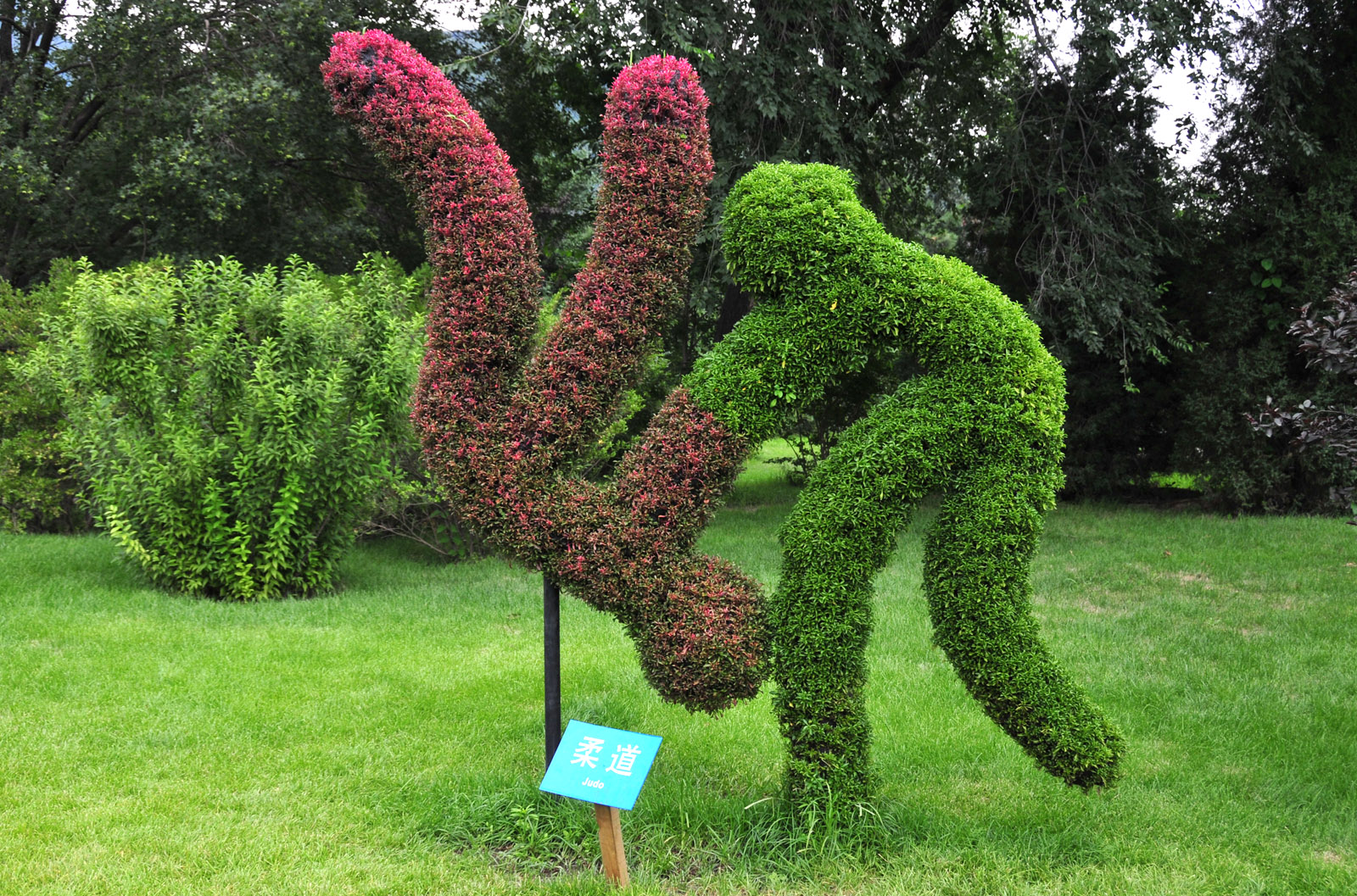
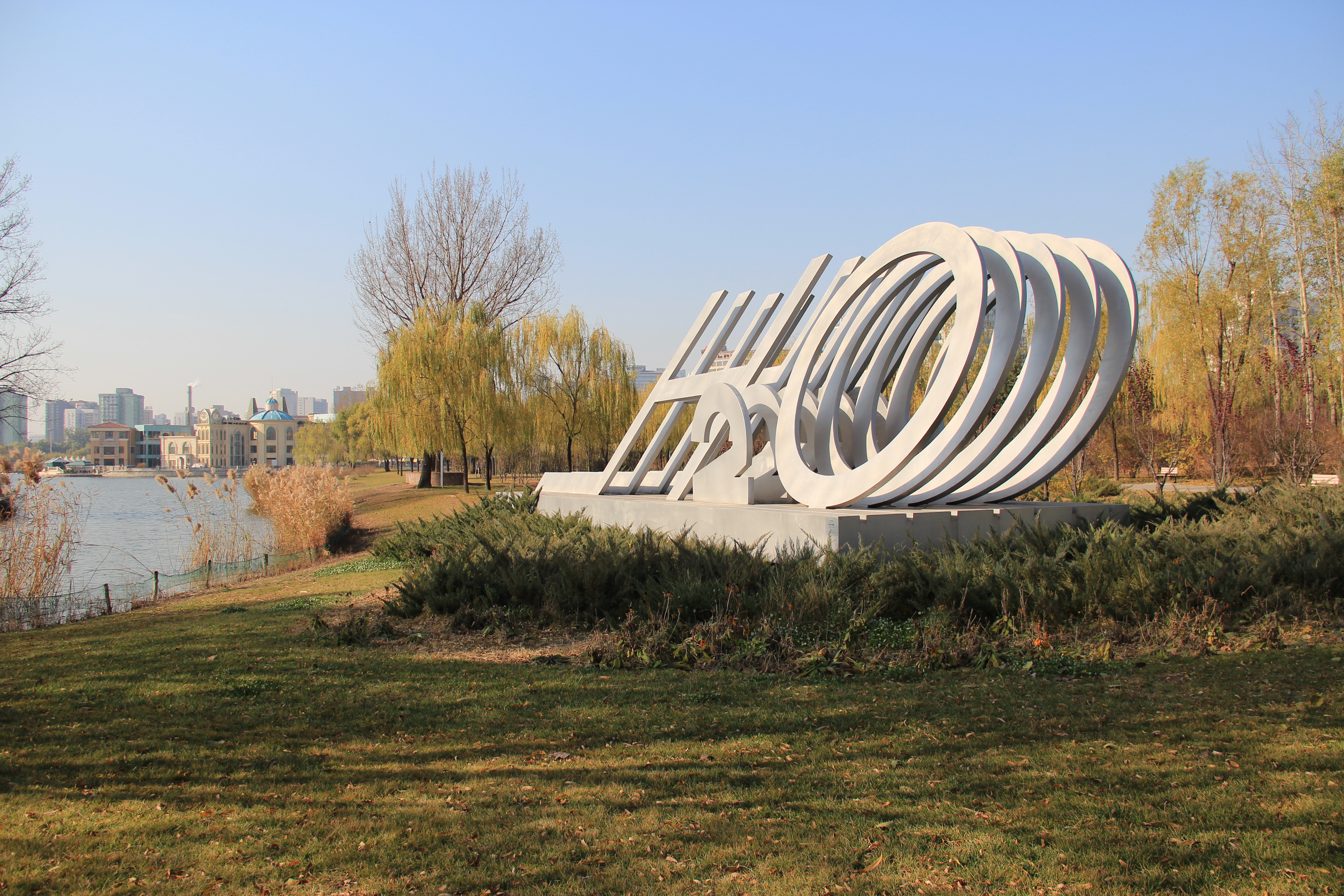